# Намлисеви
Намлисеви (груз. ნამლისევი) — село в Кедском муниципалитете Грузии.

## География
Село находится на левом берегу реки Аджарисцкали, на расстоянии в 15 километрах от посёлка городского типа Кеда, административного центра муниципалитета, и в 32 километрах от города Батуми. Абсолютная высота — 350 метров над уровнем моря.

## Население
По данным переписи населения 2014 года, в селе проживает 158 человек.
| Год  | Население | Мужчины | Женщины |
| ---- | --------- | ------- | ------- |
| 2002 | 174       | 81      | 93      |
| 2014 | ↘158      | 79      | 79      |